# Henry Lazarus
Henry Lazarus   (Londres, 1 de gener de 1815 - Londres, 6 de març de 1895) va ser el principal virtuós del clarinet anglès del segle xix. George Bernard Shaw va escriure sobre Henry Lazarus:
Lazarus va néixer a Londres. Criat com a orfe al "Royal Military Asylum" de Chelsea, allà va aprendre l'instrument del director de banda John Blizzard. Més tard, va estudiar amb Charles Godfrey, director de banda dels "Coldstream Guards". El seu debut en solitari va arribar el 1838.
Després de complir compromisos amb diverses orquestres teatrals i altres, va ser nomenat segon clarinet a la "Sacred Harmonic Society" el 1838. El 1840 es va convertir en primer clarinetista de l'òpera i dels principals concerts de Londres i les províncies, i va ser immediatament reconegut com el clarinetista més important de tota Anglaterra.
Lazarus va ser professor de clarinet a la Reial Acadèmia de Música de 1854 a 1895 i a l'Escola Militar de Música (Kneller Hall) "durant un període considerable" des de 1858. Va escriure un Mètode per al clarinet basat en el sistema Böhm, tot i que va utilitzar principalment instruments Albert System, fabricats per Eugène Albert, ell mateix - fins i tot algunes trompes estan estampades, "Aprovat pel senyor Lazarus". Els seus llibres de mètodes encara s'utilitzen avui i inclouen duets, estudis, estudis, exercicis de dits, escales, etc.
Lazarus també va tocar la trompa de baix i el saxo.
Tant en les interpretacions orquestrals com en solitari, la bellesa i la riquesa del seu to, el seu excel·lent fraseig i la seva execució neta i expressiva eren igualment admirats. Va donar un concert de comiat a St. James Hall, el 31 de maig de 1892, i va morir a Londres, el 6 de març de 1895, i va ser enterrat al cementiri de Brompton, Londres, després d'haver donat al món el meravellós mètode que porta el seu nom (Lazarus Clarinet School) i que és un monument a la seva grandesa.

## Composicions
Les obres inclouen:
- Fantasia a les melodies escoceses preferides
- Fantasia on Airs de 'I Puritani' de Bellini[5]

i molts altres.